# تیم ملی فوتبال زیمبابوه
تیم ملی فوتبال زیمبابوه نماینده کشور زیمبابوه در مسابقات بین‌المللی و آفریقایی است که زیر نظر فدراسیون فوتبال زیمبابوه فعالیت می‌کند.
اولین بازی رسمی این تیم در تاریخ ۲۶ ژوئن ۱۹۳۹ میلادی در برابر تیم ملی فوتبال سی انگلستان برگزار شده است.